# Ponteio Lar Shopping

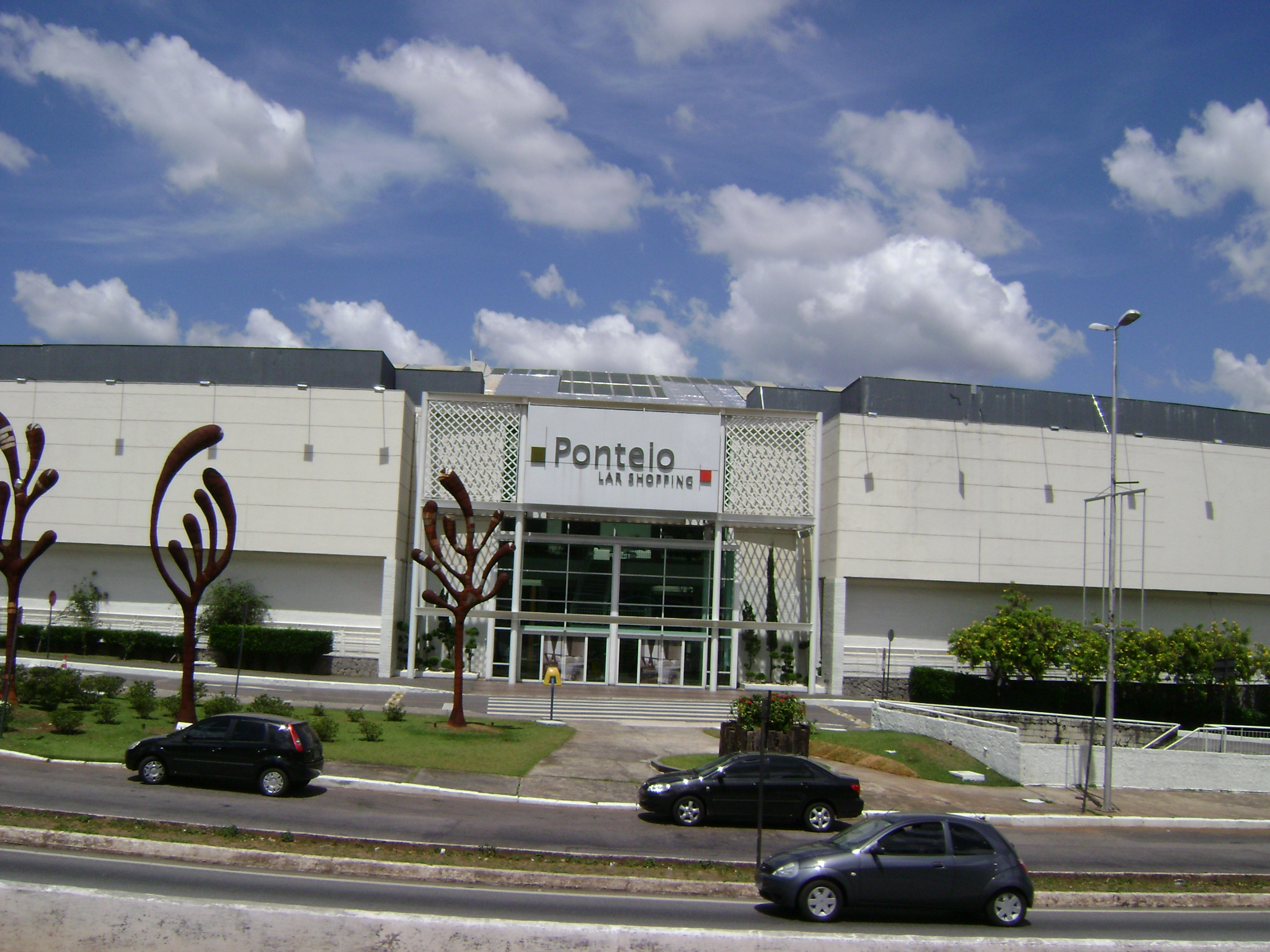
Entrada do shopping center.

O Ponteio Lar Shopping, conhecido popularmente como Shopping Ponteio, é um shopping center voltado para a venda e móveis domésticos e eletrodomésticos. Foi inaugurado em 12 de julho de 1995.
Esta localizado na BR-356 (continuação da Av. Nossa Senhora do Carmo) no bairro Santa Lúcia, s/n.
Entre os eventos e exposições abrigados pelo shopping, Exposição-"Brasil de todas as cores", também está a Mostra Jovens Designers, mostra que reúne trabalhos de designers brasileiros. e abriga diversas lojas especializadas em arquitetura, design e decoração.

## Dados
- Área construída: 51.800m²
- Área bruta locável: 17.155,12 m²
- Pisos de lojas: 02
- Vagas de estacionamento: 770
- Escadas rolantes: 02
- Número de lojas: 70
- Lojas âncora: Ricardo Eletro, Tok Stok, Rio Sport Center, Cook Eletroraro e Líder Interiores.
- Elevadores: 1 social e 1 de carga
- Média de pessoas por mês: 135 mil
- Média de pessoas por dia: 4,5 mil